# Севелин, Анна София
Анна София Севелин (швед. Anna Sofia Sevelin, 23 июля 1790 — 25 февраля 1871) — шведская оперная певица (альт). Наряду с Элисой Фрёсслинд и Генриеттой Видерберг упоминается в числе наиболее известных оперных певиц первой половины XIX в.

## Биография
Анна София Тунберг родилась в 1790 в семье церковного музыканта Улофа Тунберга.
В 1806 г. она обучалась в Dramatens elevskola. Здесь её преподавателями были Юхан Фредрик Викстрём и Карл Август Стилер.
В следующем 1807 г. состоялся её дебют, и её приняли певицей в Королевскую оперу в Стокгольме, где она выступала в период 1813—1837 гг. Она также выступала в других европейских городах — в Копенгагене и Гамбурге. В 1813 г. она вышла замуж за танцора и актёра Пера Эрика Севелина. В 1817 г. её назначили придворной певицей, а в 1837 г. приняли в Шведскую королевскую музыкальную академию.
Особенной красотой Анна София не отличалась, но её певческие способности были высоко оценены критиками. Её голос, глубокий альт, со временем превратился в сопрано. Критики отмечали, что она честная, уважаемая и добродетельная певица, хотя на оперной сцене исполняет свои партии как на концерте. Из-за больших нагрузок в опере она в 1933 г. повредила свой голос, а в 1837 г. была уволена из Королевской оперы. Её муж, сам являвшийся популярным актёром, в знак протеста и поддерживая жену также покинул театр.
На протяжении своей двадцатилетней певческой карьеры она исполнила множество партий в операх Моцарта, Вебера, Шпора и Россини. В число её ролей входили Царица ночи в «Волшебной флейте», графиня Розина Альмавива в «Свадьбе Фигаро», Констанца в «Похищении из сераля», Агата в «Вольном стрелке», Розина в «Севильском цирюльнике» и главная роль в «Йессонде».